# 毛序准噶尔乌头
毛序准噶尔乌头（学名：Aconitum soongaricum var. pubescens）为毛茛科乌头属下的一个变种。

## 扩展阅读
- 維基物種上的相關：毛序准噶尔乌头